# Machaerium whitfordii
Machaerium whitfordii är en ärtväxtart som beskrevs av James Francis Macbride. Machaerium whitfordii ingår i släktet Machaerium och familjen ärtväxter. Inga underarter finns listade i Catalogue of Life.